# 佐織町
佐織町（さおりちょう）は、かつて愛知県西部の海部郡にあった町である。

## 歴史
1906年（明治39年）、海東郡の勝幡村、藤浪村、川淵村、草場村、諸古村が合併して海東郡佐織村となった。1913年（大正2年）、海東郡と海西郡が合併して海部郡となったことで海部郡佐織村となった。1925年（大正14年）、旧諸古村の一部が津島市に編入された。1939年（昭和14年）、佐織村が町制を施行して佐織町となった。
2005年（平成17年）4月1日、海部郡佐屋町、立田村、八開村、佐織町が合併して愛西市が発足した。合併後の人口は約65,000人となり、市役所は旧佐屋町役場に設置された。

## 地理
- 河川: 日光川

## 行政

### 歴代町長
1. 前野 元次郎（1944年11月25日 - 1946年11月3日）[1]
2. 高木 義雄（1947年4月6日 - 1949年4月6日）[1]
3. 堀田 秀丸（1949年5月26日 - 1951年4月2日）[1]
4. 水谷 亮次（1951年5月18日 - 1955年5月17日）[1]
5. 太田 幸一（1955年5月18日 - 1963年5月17日）[1]
6. 堀田 秀丸（1963年5月18日 - 1979年5月17日）[1]
7. 八木 彰（1979年5月18日 - ）[1]
8. 八木 忠男（1999年5月18日 - 2005年3月31日）
八木は佐織町として最後の町長であり、合併後の愛西市初代市長にもなった。

## 教育

### 高等学校
- 愛知県立佐織工業高等学校(現在の愛知県立愛西工科高等学校)

### 中学校
- 佐織町立佐織中学校
- 佐織町立佐織西中学校

### 小学校
- 佐織町立北河田小学校
- 佐織町立草平小学校
- 佐織町立勝幡小学校
- 佐織町立西川端小学校
  - 愛西市でも他の旧3町村の小学校は私服であるが旧佐織町立だった小学校は現在でも制服が制定されている。
  - 令和6年に愛西市立中学校共通のブレザー型の制服の導入が決まっている。
    - 旧佐織町立4小学校が同型の制服を導入するかは公表されていないがその場合現行各小学校制服のスカートについてるサスペンダーの廃止、自由化の可能性は考えられる。

  - 愛知県内の小学校で標準服を導入しているのは刈谷市内の旧依佐美村だった地域の 刈谷市立小垣江小学校、刈谷市立小垣江東小学校、刈谷市立東刈谷小学校、刈谷市立朝日小学校と岡崎市の岡崎市立六名小学校等少数である。

### 特別支援学校
- 愛知県立佐織特別支援学校

## 交通

### 鉄道路線
- 名古屋鉄道
  - 尾西線: 町方駅 - （六輪駅：旧中島郡平和町） - 渕高駅
  - 津島線: 藤浪駅 - 勝幡駅

### 道路
- 一般国道
  - 国道155号
- 主要地方道
  - 愛知県道8号津島南濃線
  - 愛知県道79号甚目寺佐織線
- 一般県道
  - 愛知県道120号津島海津線
  - 愛知県道121号津島稲沢線
  - 愛知県道122号勝幡停車場線
  - 愛知県道126号給父西枇杷島線
  - 愛知県道129号一宮津島線
  - 愛知県道458号一宮弥富線